# イオン高城ショッピングセンター
イオン高城ショッピングセンター（イオンたかじょうショッピングセンター）とは、大分県大分市高城西町28-1にある複合商業施設である。1993年（平成5年）11月17日に開業した。イオン九州が運営している。

## 営業時間
- 9:00 - 23:00（食品・その他）
- 9:00 - 20:00（ドラッグ）
- 10:00 - 21:00（専門店）

## 主な入居店舗
- イタリアン・トマト
- 靴のカガシヤ
- ミスタードーナツ
- 明林堂書店
- メガネのヨネザワ
- スマイルステーション
- ダイソー
- カワイ音楽教室
- セイハ英語学院
- 大分県信用組合
- 大分銀行
- イオン銀行
- 豊和銀行

## 交通
- 日豊本線高城駅から徒歩5分
- 大分バス岡バス停から徒歩1分